# Ferro-glaucofane
Il ferro-glaucofane (simbolo IMA: Fgln) è un raro minerale del supergruppo dell'anfibolo, all'interno del quale viene collocato nel "gruppo degli anfiboli con W(OH,F,Cl)-dominante" e da lì al sottogruppo degli anfiboli di sodio dove occupa un posto nel "gruppo contenente la radice glaucofano nel nome"; essendo un anfibolo, appartiene agli inosilicati e pertanto alla famiglia minerale dei "silicati", e possiede composizione chimica ☐Na2(Fe2+3Al2)Si8O22(OH)2.

## Etimologia e storia
Il ferro-glaucofane è l'analogo del ferro ferroso (Fe2+) del glaucofane (☐Na2(Mg3Al2)Si8O22(OH)2); pertanto il suo nome è dovuto alla relazione con quest'ultimo minerale e alla presenza di ferro nel composto.
Inizialmente il minerale era stato chiamato ferroglaucofane, per poi giungere al nome attuale in seguito alla revisione degli anfiboli e della loro nomenclatura del 2012.

## Classificazione
La classica nona edizione della sistematica dei minerali di Strunz, aggiornata dall'Associazione Mineralogica Internazionale (IMA) fino al 2009, elenca il ferro-glaucofane come ferroglaucofane e lo colloca nella classe "9. Silicati (germanati)" e da lì nella sottoclasse "9.D Inosilicati"; questa viene ulteriormente suddivisa in base alla struttura cristallina del minerale, in modo tale che il ferro-glaucofane possa essere trovato nella sezione "9.DE Inosilicati con catene doppie di periodo 2, Si4O11; clinoanfiboli" dove forma il sistema nº 9.DE.25.
Tale suddivisione viene mantenuta anche nell'edizione successiva, proseguita dal database "mindat.org" e chiamata Classificazione Strunz-mindat.
Nella Sistematica dei lapis (Lapis-Systematik) di Stefan Weiß il ferro-glaucofane è elencato nella classe dei "silicati" e nella sottoclasse degli "inosilicati"; qui il minerale si trova nella sezione di quelli che hanno struttura "[Si4O11] a due bande 6-; gruppo degli anfiboli; anfiboli alcalini" dove forma il sistema nº VIII/F.08.
Anche la classificazione dei minerali secondo Dana, usata principalmente nel mondo anglosassone, elenca il ferro-glaucofane nella famiglia dei silicati; qui è nella classe degli "inosilicati: catene doppie non ramificate, W=2" e nella sottoclasse degli "inosilicati: catene doppie non ramificate, configurazione anfibolo W=2" dove forma il "gruppo 4, anfiboli di sodio" con il numero di sistema 66.01.03c.

## Abito cristallino
Il ferro-glaucofane cristallizza nel sistema monoclino nel gruppo spaziale C2/m (gruppo nº 12) con i parametri di cella a = 9,59 Å, b = 17,87 Å, c = 5,3 Å e β = 103,63°, oltre ad avere 2 unità di formula per cella unitaria.

## Origine e giacitura
Il ferro-glaucofane si rinviene nelle rocce metamorfiche formatesi in condizione di alta pressione e bassa temperatura (facies a scisti blu); la paragenesi è con albite, almandino, epidoto, lawsonite, omfacite, paragonite e spessartina.
Il minerale è piuttosto raro ed è stato trovato solo in pochi siti: la sua località tipo è la miniera di "Herin" (45.6943°N 7.63411°E) a Champdepraz (Val d'Aosta, Italia); altri luoghi di ritrovamento in Italia sono: Sampeyre, Cesana Torinese, Massello, Oulx, Pragelato, Rocca Canavese, le valli di Lanzo e nelle valli del Malone.
Altri siti sono: la contea di Gêrzê (nella Regione Autonoma del Tibet) e la prefettura autonoma kazaka di Ili (nello Xinjiang), entrambe in Cina; a Yorii (prefettura di Saitama, Giappone); a Saih Hatat (governatorato di Mascate, Oman); nel distretto di Orhaneli (Turchia); nei distretti di Edelény e di Szombathely (Ungheria); in alcune zone della Grecia (tra le altre, Eubea e Calimno); sull'isola di Spitsbergen (Norvegia); a Longvale (nella contea di Mendocino, California, Stati Uniti).

## Forma in cui si presenta in natura
Il ferro-glaucofane si trova sotto forma di cristalli prismatici allungati. Il minerale è semitrasparente con lucentezza vitrea; il colore va dal grigio al blu lavanda, mentre quello del suo striscio va dal grigio pallido al grigio-bluastro.

## Proprietà ottiche
Il ferro-glaucofane mostra un marcato pleocroismo, tanto più marcato, tanto è maggiore il contenuto di ferro, con assenza di colore lungo {\displaystyle x}, viola lungo {\displaystyle y} e blu lungo {\displaystyle z}.